# 福岡町 (岡崎市)
福岡町（ふくおかちょう）は、愛知県岡崎市岡崎地区の町名である。丁番を持たない単独町名で、小字が設置されている。

## 地理
岡崎市南部に位置する。明治時代初期頃までは福岡町の中心部は「土呂（とろ）」と呼ばれ、現在でも土呂の名残が多く点在する。福岡町は交通の要所として昔から栄え、三河湾や岡崎市街を結ぶ道路やバスがある。また、福岡町の東部をJR東海道本線が通っている。
江戸時代中期頃までは、現在の福岡小学校辺りから幸田町の坂崎辺りまで菱池沼（菱池）という湖があり、矢作川が大きく菱池の方に曲がり、岡崎城下と三河湾が繋がっていたため、船の行き来が多かったという。
蓮如が布教の地にしたことで知られる。

### 河川
- 砂川（すながわ）
- 広田川（こうたがわ）
- 柳川（やなぎがわ） - この河川は上地川（うえじがわ）とも呼ばれる。
- 上地新川（うえじしんかわ）
- 占部川（うらべがわ）

このうち、広田川と柳川が額田郡幸田町と岡崎市（福岡町）との境界線となっている。また占部川は、隣接する岡崎市の六ッ美地区との境界線となっている。

### 地形
町内は高低差が大きく、最高で海抜33m、最低で7mである。最高地点は御坊山と呼ばれる丘で、南側を見れば福岡町や幸田町が見える。北側を見れば岡崎市南部が見える。よく晴れた日には岡崎城大手門近くの高層マンションや御嶽山まで見える。反対に最低地点は幡豆山地の羽角山の麓に近く、田園地帯である。

## 世帯数と人口
2019年（令和元年）5月1日現在の世帯数と人口は以下の通りである。
| 町丁   | 世帯数    | 人口    |
| ------ | --------- | ------- |
| 福岡町 | 3,461世帯 | 8,697人 |

### 人口の変遷
国勢調査による人口の推移
| 1995年（平成7年）  | 7,071人 | [ 5 ] |  |
| 2000年（平成12年） | 7,440人 | [ 6 ] |  |
| 2005年（平成17年） | 7,994人 | [ 7 ] |  |
| 2010年（平成22年） | 8,226人 | [ 8 ] |  |
| 2015年（平成27年） | 8,631人 | [ 9 ] |  |

## 学区
市立小・中学校に通う場合、学区は以下の通りとなる。
| 番・番地等 | 小学校             | 中学校             | 高等学校 |
| ---------- | ------------------ | ------------------ | -------- |
| 全域       | 岡崎市立福岡小学校 | 岡崎市立福岡中学校 | 三河学区 |

## 歴史
額田郡福岡町を前身とする。1563年（永禄6年）に勃発した三河一向一揆は、蓮如が布教をしたことで昔から浄土真宗本願寺派（一向宗）の勢力が強かったため、徳川家康に反旗を翻した。近くの針崎と共に、岡崎城へ攻めたが最終的には負けてしまい、土呂村は焼き払われた。
1998年（平成10年）より町内での紫陽花の植樹活動が行われ、現在も「あじさいの里」として町内各地に紫陽花が見られる。
また数年前まで、砂川の堤防や仲町（なかまち）・西八町（にしばっちょう）・市場町（いちばちょう）地域で「土呂三八市（とろさんぱちのいち）」が開かれていた。

### 町名の由来
福岡町の町制施行が行われた当時の記録によると、蓮如祭りや土呂三八市（とろさんぱちのいち）が開かれていた土呂では、多くの人々が集まって賑やかであった為、百福（さまざまな福）が集まる地として栄えていたことと、額田郡幸田町の京ヶ峰（きょうがみね）の麓から伸びた丘（岡）が町の中心部辺りで終わっていた為、百福の「福」の字と「岡」を合わせて、「福岡」になったと書かれている。
なお、京ヶ峰の麓から伸びた丘とは、福岡町の「御坊山」・「御堂山」・「小畠山」・「向山」のことであると推測される。

### 沿革
- 1878年（明治11年）12月28日 - 土呂村・高須村・永井村・萱園村が合併し、福岡村が成立[11]。
- 1889年（明治22年）10月1日 - 町村制施行。上地村と合併し、福岡村大字福岡となる[11]。
- 1893年（明治26年）11月8日 - 町制施行に伴い、福岡町大字福岡となる[11]。
- 1955年（昭和30年）2月1日 - 岡崎市へ編入し、同市福岡町となる[12]。
- 1962年（昭和42年）6月17日 - 名鉄岡崎市内線の路面電車が廃止されて翌日よりバスの運行を開始。そのため福岡町駅は廃止されたが、名鉄バスの福岡町停留場となる。バス停にはロータリーがあり、バスの終点停留場となって、1時間に3本ほどのバスが運行している。福岡町民は「福岡町のバス停」と呼んでいる。
- 1990年（平成2年）5月23日 - 一部が上地一丁目となる[12]。
- 2014年（平成26年） - 1月下旬より県道43号岡崎碧南線（福岡町では土呂西尾道）の、砂川に架かる玉川橋の撤去を開始する。町内を流れる砂川の拡張工事をするために橋を撤去して、砂川の幅を拡張したのち、玉川橋を架け替える。砂川は増水すると氾濫しやすいため、数年前から拡張工事を行っている。この工事のため、約2年間は福岡郵便局前の信号が撤去されて、一部を通行止めとしている。またこの工事を行うために、数年前に愛知県警察岡崎警察署福岡駐在所が移転した。さらには工事直前に福岡郵便局も移転し、旧福岡郵便局は取り壊された。ちなみに玉川橋は、橋が架かる地域が昔から「玉川」と呼ばれるため「玉川橋」となった。

## 施設

### 教育・福祉施設
- 岡崎市立福岡小学校
- 岡崎市立福岡中学校
- 岡崎市福岡保育園
- 岡崎市福岡南保育園
- 学校法人青山学園みやこ幼稚園
- 学童保育所太陽クラブ
- 学童保育所第二太陽クラブ
- 特別養護老人ホームなのはな苑

### その他
- 岡崎市福岡学区市民ホーム
- 岡崎市福岡学区こどもの家
- 岡崎警察署福岡駐在所
- 岡崎福岡郵便局
- 岡崎市砂川雨水ポンプ場
- 岡崎信用金庫福岡支店
- バロー福岡店
- フェルナ福岡店
- ドミー福岡店

## 史跡・観光名所

### 神社
- 土呂八幡宮（本殿と棟札 国指定重要文化財 岡崎観光きらり百選）
- 土呂天神 - 土呂八幡宮境内の大仏殿の左に鎮座。
- 土呂稲荷大明神 - 土呂八幡宮境内の大仏殿の右に鎮座。社から西と南に向かって赤鳥居が立ち並ぶ。秋葉社と稲葉社が鎮座する。
- 萱園八幡宮
- 本郷八幡宮
- 勝淵神社
- 高須神明宮
- 上地御嶽山
- 御嶽池いぼ神様

### 寺院
- 高野山弘福寺
- 土呂山浄専寺
- 土呂殿本宗寺
- 円覚寺
- 本光寺
- 成光寺
- 専念寺
- 無禿寺
- 顕宗寺
- 越崇寺
- 清水善光寺
- 高田善光寺

### その他
- 土呂陣屋跡・土呂陣屋の松（松5本 岡崎市指定天然記念物 岡崎観光きらり百選）（福岡小学校北門周辺）
- 土呂城址・土呂御坊跡・蓮如上人墓地（御堂山教会）
- 永井城址
- 上地城址
- 土呂茶園跡（西尾茶の前身）
- 土呂三八市許可碑（砂川堤防）（現在、砂川拡張工事で一時移転）
- 福の塔（現在、砂川拡張工事で一時移転）
- 萱園墓地観音像
- 出世地蔵
- 柴田勝家の墓
- 山本勘助の墓
- 三派説教所
- 福岡町道路元標
- 土呂大仏 - 土呂八幡宮境内の大仏殿に安置
- 福岡町役場跡 - 岡崎市合併記念碑が建つ
- 上林竹庵邸宅跡 - 土呂八幡宮境内の土呂稲荷大明神の正面
- 御嶽池（若宮池）跡 - 現在は「上地若宮公園」として整備されている。
- 御堂山遺跡

## 交通

### 路線バス
- 名鉄バス 福岡町停留所
- 名鉄東部交通 福岡郵便局前停留所
- 名鉄東部交通 高須停留所

### 主要道路
- 愛知県道43号岡崎碧南線
  - 土呂西尾道（一部）
- 愛知県道78号安城幸田線
- 愛知県道325号須美福岡線
- 愛知県道327号市場福岡線
  - 土呂本通り（一部）
- 愛知県道483号岡崎幸田線

### 鉄道駅
- 東海旅客鉄道・東海道本線
  - 岡崎駅 - 福岡町北部の地域は岡崎駅が近く、名鉄バス西若松停留所や名鉄バス南若松停留所から行くことができる。
  - 相見駅 - 福岡町の最寄駅。額田郡幸田町に所在しているが、福岡町の南東部に近く、広田川を渡ってすぐのところにある。

## ギャラリー
- 土呂八幡宮
- 岡崎市立福岡小学校
- 岡崎市立福岡中学校
- 太田油脂株式会社
- 玉川橋交差点の石灯籠
- 福岡町道路元標

## 福岡町に関連する著名人
- 政治家
  - 青山周平（衆議院議員）
- 作曲家
  - 冨田勲（岡崎市立福岡小学校と岡崎市立福岡中学校の校歌を作曲）
- 武将
  - 柴田勝家（町内に墓地がある）
  - 山本勘助（町内に墓地がある）
  - 石川数正（土呂城築城・土呂三八市開始）
  - 松平念誓（土呂茶を製茶・初花を所有）
- 僧
  - 蓮如（土呂御坊を建設・土呂大蛇伝説に登場・土呂寺内町を形成）
- その他
  - 織田完之（農政家）
  - 上林竹庵（茶人、土呂茶を製茶）

## その他

### 日本郵便
- 郵便番号 : 444-0825[3]（集配局：岡崎郵便局[13]）。

## 参考資料
- 「角川日本地名大辞典」編纂委員会 編『角川日本地名大辞典 23 愛知県』角川書店、1989年3月8日。ISBN 4-04-001230-5。
- 新編岡崎市史編さん委員会 編『新編岡崎市史 総集編 20』1993年。